# Сидоренко Данило Олексійович
Данило Олексійович Сидоренко (нар. 18 лютого 1999, Кіровоград, Україна) — український футболіст та  захисник ФК «Агробізнес».

## Життєпис

### Ранні роки
Футбольну кар'єру розпочав в академії кіровоградської «Зірки», де займався в одній групі з Данилом Фальковським. Відіграв за юнацьку команду «Зірки» (U-19) 27 матчів. Після відходу з кропивницького клубу виступав за чортківський «Кристал» у чемпіонаті Тернопільської області. У сезоні 2018/19 років провів 6 поєдинків. У 2019 року перейшов до іншого аматорського колективу з чемпіонату Тернопільської області, «Агрониви» (Заводське).

### Повернення в «Зірку»
Напередодні старту сезону 2019/20 років поповнив дорослу команду кропивницької «Зірки», яка виступала в чемпіонаті Кіровоградської області. 3 жовтня 2019 року відзначився своїм першим голом за кропивницьку команду, в переможному (3:0) виїзному поєдинку проти березівського «Інгул-Агро-Ленду». Загалом у складі «Зірки» провів 21 матч. Також у сезоні 2019/20 років грав за «Технополь-Агро» з обласного центру в чемпіонаті Кіровоградської області з футзалу.

### «Перемога» та «Тарновія»
Влітку 2020 року підписав контракт з представником Другої ліги України, ФК «Перемога». У футболці дніпровського клубу дебютував 29 серпня 2020 року в програному (0:2) домашньому поєдинку першого раунду кубку України проти кременчуцького «Кременя». Сидоренко вийшов на поле в стартовому складі та відіграв увесь матч. У Другій лізі України дебютував за «Перемогу» 6 вересня 2020 року в нічийному (0:0) поєдинку 1-го туру групи «Б» проти зорянських «Балкан». Данило вийгрв на поле в стартовому складі та відіграв увесь матч. Першу частину сезону грав особливо стабільно. Єдиним голом за «Перемогу» відзначився 27 березня 2021 року в програному (1:2) поєдинку проти зорянських «Балкан». Наступного сезону зіграв 16 матчів за «Перемогу». У сезоні 2021/22 років захищав кольори ОКВП «Дніпро-Кіровоград» у чемпіонаті Кіровоградської області з футзалу.
З квітня по серпень 2022 року захищав кольори «Тарновії» в 4-й та 5-й лізі чемпіонату Польщі.

### «Кремінь»
Напередодні старту сезону 2022/23 років підсилив представника Першої ліги України «Кремінь», з яким підписав 2-річний контракт та отримав футболку з 33-м ігровим номером. У футболці кременчуцького клубу дебютував 2 вересня 2022 року в переможному (3:1) поєдинку проти «Скорука». Данило вийшов на поле в стартовому складі та відіграв увесь матч.